# Dirk Willems

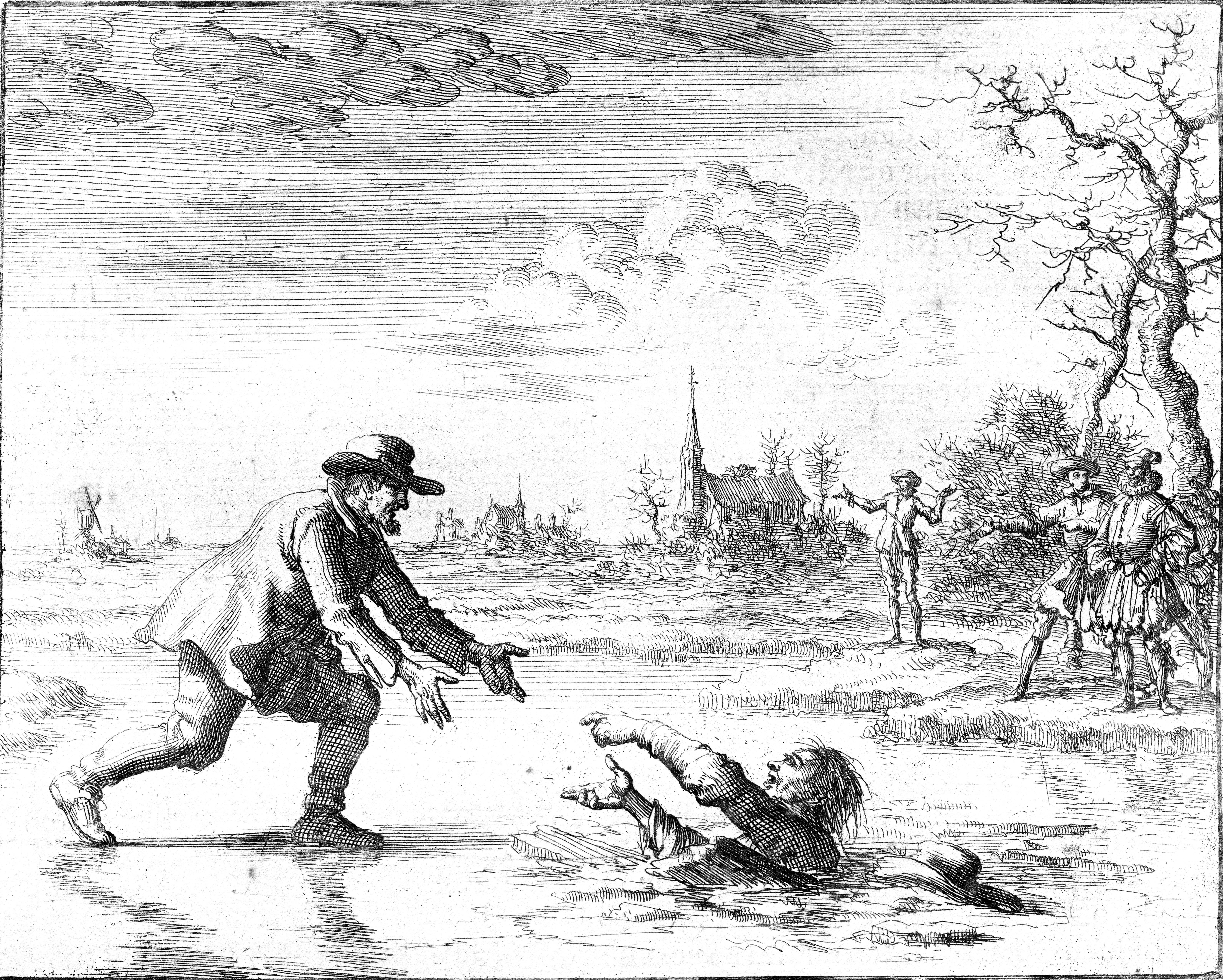
Dirk Willems rescata de entre el hielo quebrado a su perseguidor y lo salva de ahogarse. Ilustración de Jan Luyken en Espejo de los Mártires

Dirk Willems († Asperen, Gelderland, Holanda 16 de mayo de 1569) fue un mártir anabautista, es famoso por escapar de la prisión y volver para rescatar a su perseguidor, que había caído a través del hielo mientras perseguía a Willems, para luego ser capturado, torturado y asesinado por su fe.

## Vida
Nacido en Asperen. Cuando tenía algo menos de 20 años rechazó la costumbre de bautizar bebés o niños practicada tanto por católicos como por protestantes y se bautizó como creyente, a partir de lo cual fue miembro de una comunidad anabautista pacifista. Descubiertas sus prácticas religiosas por las autoridades, fue capturado en su casa y encarcelado. Se escapó con una cuerda hecha de pedazos de tela de ropa anudados. Tras salir de la cárcel fue capaz de huir caminando sobre la fina capa de hielo de un estanque helado, el Hondegat, debido a su menor peso después de subsistir con las raciones de la prisión. Sin embargo, un guardia se dio cuenta de la fuga, lo siguió y en la búsqueda rompió el hielo, pidiendo ayuda mientras luchaba entre el agua helada. Willems se devolvió a salvar la vida de su perseguidor, siendo así recapturado y estuvo en la cárcel hasta que fue ejecutado en la hoguera cerca de su ciudad.

## Memoria
Actualmente es uno de los mártires más recordados por los menonitas y los amish. También lo recuerdan como un héroe popular los habitantes contemporáneos de Asperen, que no son anabautistas. Un drama basado en su vida —Dirk's Exodus— fue escrito en 1990 por James C. Juhnke.